# اچ‌ام‌اس لوتوس (کی۱۳۰)
اچ‌ام‌اس لوتوس (کی۱۳۰) (به انگلیسی: HMS Lotus (K130)) یک کشتی بود که طول آن ۲۰۵ فوت (۶۲ متر) بود. این کشتی در سال ۱۹۴۲ ساخته شد.